# Federación de las Islas Cook
La Federación de las Islas Cook fue establecida en 1891, después de que la isla de Aitutaki se le fuera entregada al Reino de Rarotonga y duró hasta 1901, cuando fue entregada a Nueva Zelanda, convirtiéndose actualmente en las Islas Cook.

## Geografía
La Federación de las Islas Cook estaba formada por las islas del grupo sur de las Islas Cook, las cuales eran Rarotonga, Mangaia, Aitutaki, Nga-Pu-Toru. Atiu, Mauke y Mitiaro.

## Legislación
Las leyes de la Federación de las Islas Cook fueron elaboradas por su parlamento local, sin embargo, debían recibir la aprobación de un residente de Gran Bretaña. En 1894, el Parlamento pronunció una declaración sobre la tierra, detallando las costumbres maoríes sobre la tenencia de la tierra y declarando que esas costumbres sólo podían ser modificadas por el consejo respectivo de cada isla.
En 1899, el Parlamento de las Islas Cook dictaminó que el tribunal superior de la Federación de las Islas Cook no podía imponer ningún castigo peor que los descritos en la Ley del Código Penal de 1893 y la Ley de Jurisdicción Sumaria de 1894, ambas leyes de Nueva Zelanda, y que ambas leyes de Nueva Zelanda debían adoptarse en su totalidad.

## Uso comoColonia penal
En 1892, la isla de Takutea fue usada como colonia penal, en 1899 cesó su uso y en su lugar fue utilizada la isla de Manuae.